# Gran doméstico
El gran doméstico (en griego: μέγας δομέστικος, romanizado: mégas doméstikos) fue un cargo y título militar bizantino concedido en los siglos xi-xv al comandante en jefe del ejército bizantino, estando directamente debajo del emperador bizantino. A pesar de que es mencionado por primera vez desde el siglo xi, en la condición de la variante del título de doméstico de las escolas, solamente en el siglo xi se convirtió en un cargo separado, llegando en los periodos siguientes a suplantar al doméstico de las escolas. 
Durante toda su existencia fue considerado un alto puesto en la jerarquía imperial, siendo clasificado a menudo solamente por debajo de los títulos imperiales, sin embargo, varió en algunos períodos según el deseo de los emperadores. Aunque por naturaleza fuese destinado a un único titular, para el siglo xii fue concedido simultáneamente a dos funcionarios, mientras que para el siglo xiv hay indicios de que se había conferido a varios individuos, en un sistema colectivo. Después de la cuarta cruzada, en el Imperio latino y en los estados latinos de los Balcanes, el título de gran doméstico fue equiparado con el equivalente griego del título occidental de [gran] senescal.

## Historia y evolución
El origen exacto del título de gran doméstico es poco claro: es mencionado por primera vez en el siglo ix, y muy probablemente deriva del cargo más antiguo de doméstico de las escolas, con el epíteto de mega (megas) siendo adicionado para connotar la autoridad suprema de su titular, siguiendo la práctica contemporánea evidente en otros cargos. Ambos de los títulos parecen haber coexistido por un tiempo, con el gran doméstico siendo una variante más exaltada de los «simples» domésticos de Oriente y Occidente, hasta el final del siglo xi, cuando se convirtió en un cargo separado y sustituyó a los domésticos simples como comandante en jefe. Sin embargo, el cargo también fue a veces referido como «gran doméstico de las escolas» o «del ejército», creando cierta confusión respecto a su identidad exacta. Durante la mayor parte de su existencia, el cargo de gran doméstico fue por su naturaleza confinado a un único titular. Sin embargo, el nombramiento de «gran doméstico de Oriente/Occidente» al final del siglo xii, puede identificar el resurgimiento de la práctica bien establecida de dividir el mando supremo del ejército, tal como con el doméstico de las escolas, entre Oriente (Asia Menor) y Occidente (Balcanes), mientras que a finales del siglo xiv muchas personas parecen haber ocupado el cargo al mismo tiempo, tal vez de forma colectiva.
Después de la cuarta cruzada, parece que en el Imperio latino y en los demás estados latinos formados en el territorio bizantino, el título de gran doméstico fue usado como un equivalente griego para el título occidental de [gran] senescal (en latín: [magnus] senescallus). En el periodo Paleólogo, el gran doméstico era el indiscutible comandante en jefe del ejército, excepto cuando el emperador realizaba una campaña, sus funciones eran como una especie de jefe de Estado Mayor. A pesar de su carácter puramente militar, fue también otorgado a los generales y cortesanos de alto rango como una dignidad honorífica, como en el caso de Jorge Muzalon o Guillermo II de Villehardouin.

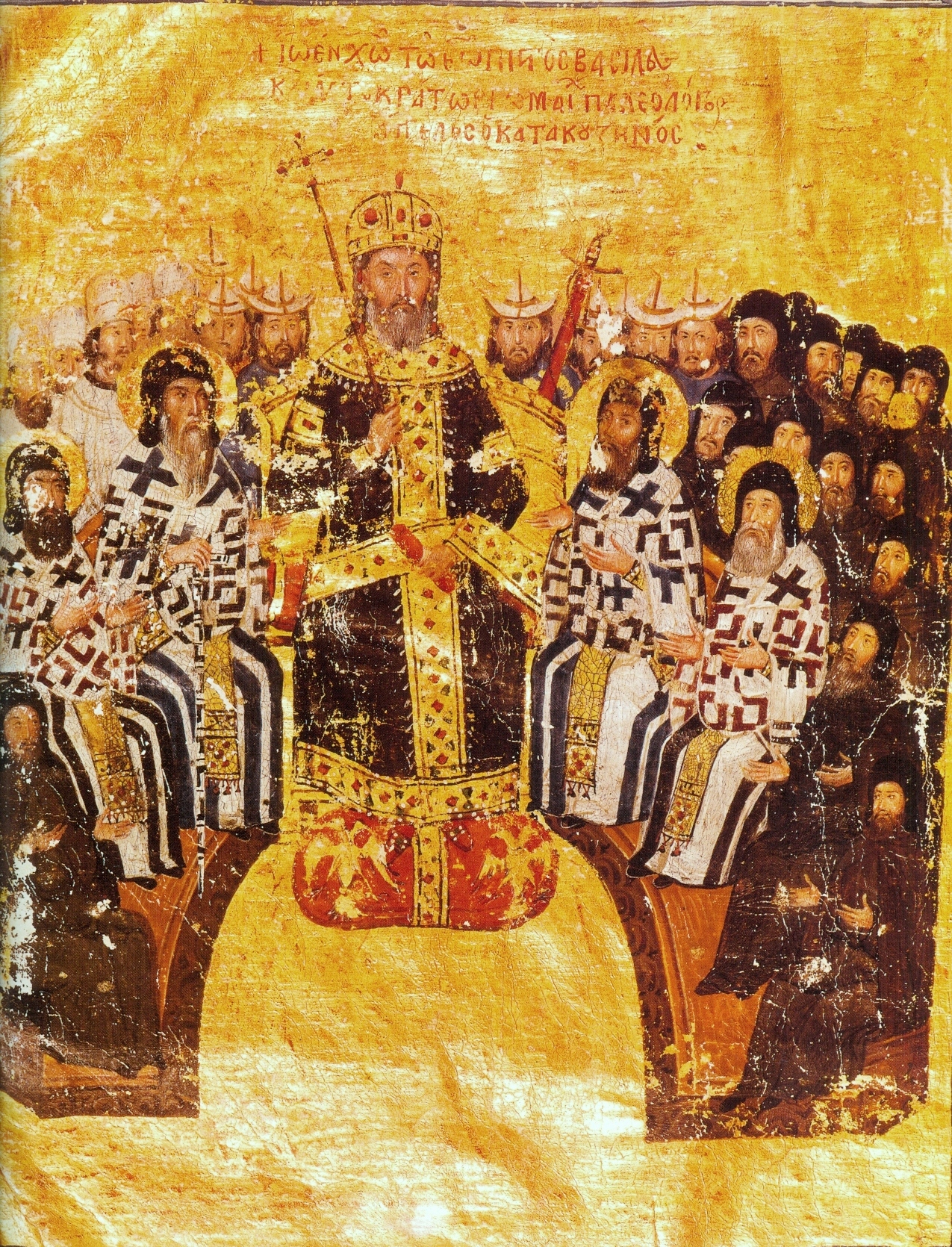
El emperador Juan VI Cantacuceno mantuvo el cargo de megadoméstico durante el reinado de su amigo cercano, Andrónico III Paleólogo

El cargo varió en importancia en la jerarquía cortesana. Bajo los emperadores Comnenos, estaba inmediatamente después de los títulos imperiales de César, sebastocrátor y déspota. En el siglo xiii, ascendía y descendía según el deseo de los emperadores de honrar a su titular, pero generalmente estaba en el séptimo lugar por debajo del protovestiario y el gran estratopedarca. No fue sino hasta la concesión del título a Juan Cantacuceno en los años 1320 que el cargo se estableció una vez más como el título no imperial más alto, el cuarto en la jerarquía de palacio. En todo momento, sin embargo, fue considerada como una de las posiciones más importantes y prestigiosas, y era mantenido tanto por miembros de la dinastía reinante o por parientes cercanos del pequeño círculo de familias conectadas al clan imperial. El cargo también incluía varias funciones ceremoniales, como es detallado en el registro de cargos de Jorge Codinos.
Las insignias distintivas del gran doméstico o durante el siglo xiv son indicadas por Jorge Codinos de la siguiente manera:
- Un turbante en rojo y dorado, con un velo del mismo color, decorado con cuadrados. Alternativamente, un sombrero cupular escaranico podría usarse también en rojo y dorado, con un retrato del emperador, coronado de pie y flanqueado por ángeles, dentro de un círculo de perlas en frente. El escaranico en sí estaba también bordado con perlas.
- Una rica túnica de seda, o cabadio, decorado con rayas de trenzas de oro.
- Un bastón del cargo (dicanicio) con perillas esculpidas, con el primero de oro puro, el segundo de oro bordeado con trenzas de plata, el tercero como el primero, el cuarto como el segundo, etc.

## Lista de grandes domésticos conocidos

### Imperio bizantino
Las personas que probablemente portaron el título de doméstico de las escolas y fueron denominados como grandes domésticos apenas como un título honorífico, están listados en gris.
| Nombre                          | Mandato                     | Nombrado por                                 | Notas | Ref.                 |
| ------------------------------- | --------------------------- | -------------------------------------------- | --- | -------------------- |
| Galeno                          | siglo ix                    | Desconocido                                  | Conocido únicamente a través de su sello, que menciona sus títulos como primicerio, protovestiario y gran doméstico imperial. | [ 13 ]               |
| Juan Comneno                    | 1057-desconocido            | Isaac I Comneno                              | Hermano más joven de Isaac I, fue elevado a curopalata y megadoméstico por su hermano. El uso de gran doméstico es aparentemente un uso anacrónico de las fuentes posteriores, y su título real era probablemente doméstico de las escolas de Occidente. Sin embargo, un sello de «Juan, nobilísimo, protovestiario y gran doméstico de las escolas de Oriente» le puede ser atribuido. | [ 14 ]               |
| Andrónico Ducas                 | alrededor de 1072           | Miguel VII Ducas                             | Hijo del César Juan Ducas y primo de Miguel VII, fue nombrado doméstico de las escolas («gran doméstico» en un documento de 1073) para confrontar la tentativa de Romano IV Diógenes de reclamar el trono. | [ 15 ]               |
| Alejo Comneno                   | 1078-1081                   | Nicéforo III Botaniates                      | Sobrino de Isaac I, fue nombrado doméstico de Occidente para combatir la revuelta de Nicéforo Brienio y Nicéforo Basilacio. En 1081, después de Nicéforo III se convirtió en emperador, gobernando hasta su muerte en 1081. | [ 16 ]               |
| Gregorio Pacoriano              | 1081-1086                   | Alejo I Comneno                              | Fue nombrado «gran doméstico de Occidente», después de la ascensión al trono de Alejo Comneno, y murió en batalla en 1086. R. Guilland lo califica como la primera persona en ser llamado oficialmente «gran doméstico» como un título separado. | [ 17 ]               |
| Adriano Comneno                 | 1086-después de 1095        | Alejo I Comneno                              | El hermano menor de Alejo I, sucedió a Pacoriano como «gran doméstico de Occidente» en 1086. | [ 18 ]               |
| Juan Axuch                      | 1118-1050/1051              | Juan II Comneno                              | Un turco tomado cautivo cuando niño en el Sitio de Nicea y dado como compañero de infancia para Juan II. Amigo leal y un soldado y administrador capaz, se convirtió en gran doméstico a la ascensión de Juan II y mantuvo su puesto en el reinado de Manuel I Comneno, hasta su muerte. | [ 19 ]               |
| Juan Comneno Vatatzés           | 1177/1180-1183              | Manuel I Comneno                             | Un sobrino de Manuel I, sirvió contra los turcos selyúcidas y bajo Alejo II Comneno como gobernador del Thema Tracesiano. Trató de oponerse al ascenso de Andrónico I Comneno al trono, y se rebeló en su contra, pero cayó enfermo y murió. | [ 20 ]               |
| Basilio Vatatzés                | alrededor de 1189-1193      | Isaac II Ángelo                              | Casado con una sobrina de Isaac II, sirvió como doméstico de Oriente y luego como «mega» doméstico de Occidente. Según R. Guilland, probablemente no fue un gran doméstico en el sentido estricto del título. | [ 20 ]               |
| Alejo Gidos                     | Alrededor de 1185-1194      | Isaac II Ángelo                              | Sirvió como «gran» doméstico de Oriente y luego como doméstico de Occidente junto a Basilio Vatatzés. La ambigüedad de su título y si era un verdadero gran doméstico es el mismo que con Vatatzés. | [ 21 ]               |
| Andrónico Paleólogo             | Alrededor 1228-1248/1252    | Teodoro I Láscaris o Juan III Ducas Vatatzés | Fue nombrado gran doméstico del Imperio de Nicea por Teodoro I o por su sucesor, Juan III. Sustituido como verdadero comandante en jefe, pero no como gran doméstico, por Teodoro Files, sirvió como gobernador de Tesalónica a su conquista en 1246 hasta su muerte en algún momento entre 1248 y 1252. Fue el padre del emperador Miguel VIII Paleólogo. | [ 22 ] [ 23 ]        |
| Nicéforo Tarcaniota             | Alrededor de 1252-1254      | Juan III Ducas Vatatzés                      | Yerno de Andrónico Paleólogo, a la muerte de este último era epi tes trapezes y luego fue promovido a gran doméstico. Murió en 1254. | [ 22 ] [ 24 ]        |
| Jorge Muzalon                   | 1254-1256                   | Teodoro II Láscaris                          | Protegido y amigo más cercano de Teodoro II, fue nombrado megadoméstico en 1254. Sin embargo, fue el propio emperador quien dirigió el ejército en campaña, mientras Muzalon permaneció como regente. También fue ascendido a protosebasto, protovestiario y gran estratopedarca en 1256. | [ 25 ] [ 26 ]        |
| Andrónico Muzalon               | 1256-1258                   | Teodoro II Láscaris                          | Hermano de Jorge Muzalon, que le sucedió cuando este fue promovido aún más en la jerarquía en 1256. Fue asesinado junto con sus otros hermanos en el golpe de Estado de los nobles en 1258, después de la muerte de Teodoro II. | [ 27 ] [ 28 ]        |
| Juan Paleólogo                  | 1258-1259                   | Juan IV Láscaris (nominal)                   | Hermano de Miguel VIII, fue ascendido a gran doméstico cuando éste se convirtió en regente del menor Juan IV Láscaris, pero además fue rápidamente promovido a sebastocrátor y luego a déspota. Continuó activo como general casi hasta el final de su vida, y obtuvo varias victorias para su hermano. | [ 27 ] [ 29 ] [ 30 ] |
| Alejo Estrategopoulos           | 1259                        | Miguel VIII Paleólogo                        | Un viejo general, que cayó en desgracia después de una derrota en 1255 y castigado por el emperador. Se convirtió en partidario de Miguel Paleólogo, quien lo nombró gran doméstico poco antes de ser coronado emperador en 1259. Por sus éxitos contra el Despotado de Epiro, fue nombrado César poco después. Su carrera se vio accidentada por fracasos y penas de prisión, pero el 25 de julio de 1261 lideró la reconquista de Constantinopla del Imperio latino y la restauración del Imperio bizantino bajo los Paleólogos.                                                 | [ 31 ] [ 32 ] [ 33 ] |
| Alejo Files                     | 1259-1263/1264              | Miguel VIII Paleólogo                        | Files se había casado con una sobrina de Miguel VIII. Fue enviado al Peloponeso pero fue derrotado y capturado por el Principado de Acaya, muriendo en cautiverio. | [ 34 ] [ 35 ]        |
| Guillermo II de Villehardouin   | 1262                        | Miguel VIII Paleólogo                        | Guillermo fue el príncipe de Acaya, en el Peloponeso, y había sido tomado cautivo en la batalla de Pelagonia en 1259. En 1262, fue puesto en libertad después de haber entregado algunas fortalezas para el Imperio, y recibió el título (posiblemente honorífico) de gran doméstico. A su regreso al Peloponeso, sin embargo, repudió su juramento y comenzó nuevamente la guerra con Bizancio. | [ 34 ] [ 36 ]        |
| Miguel Tarcaniota               | 1272-1284                   | Miguel VIII Paleólogo                        | Un hijo de la hermana mayor de Miguel VIII, Marta-María. Hizo una campaña contra los turcos en Asia Menor en 1278, y consiguió una importante victoria contra los angevinos en el sitio de Berat en 1281. Fue asesinado en el sitio de Demetrias en 1284. | [ 34 ] [ 37 ] [ 38 ] |
| Teodoro Comneno Ángelo          | Alrededor de 1286           | Andrónico II Paleólogo                       | Un «gambro» (relacionado por matrimonio con la familia imperial) de Andrónico II, es mencionado en un documento del monasterio de Theotokos de Lembos en 1286. | [ 39 ] [ 40 ]        |
| Sirgiano                        | Antes de 1290               | Andrónico II Paleólogo                       | Un cumano, que había entrado al servicio bizantino bajo Juan III Ducas Vatatzés y se había bautizado, casándose con una sobrina de Miguel VIII. Fue el padre de Sirgiano Paleólogo. | [ 39 ]               |
| Juan Ángelo Senaquerim          | Alrededor de 1296           | Andrónico II Paleólogo                       | Mencionado en el contexto de los preparativos para repeler un ataque veneciano en julio de 1296. | [ 39 ] [ 41 ]        |
| Alejo Raúl                      | Desconocido-1303            | Andrónico II Paleólogo                       | Activo como comandante de la flota contra Demetrias en 1284, ascendió a gran doméstico para 1303, cuando fue enviado a negociar con los rebeldes mercenarios alanos, pero fue asesinado por ellos. | [ 39 ] [ 42 ]        |
| Juan Cantacuceno                | Alrededor de 1325-1341/1347 | Andrónico III Paleólogo                      | Amigo y colaborador más cercano de Andrónico III, fue probablemente elevado a esta posición durante la guerra civil contra Andrónico II. Para mostrar su favor especial a su amigo, Andrónico III lo elevó de megadoméstico a una posición aún más alta entre las dignidades de la corte, inmediatamente después del de César. Cantacuceno permaneció como megadoméstico hasta 1341, cuando fue proclamado emperador, aunque técnicamente ocupó el cargo hasta que fue coronado en 1347, después de su victoria en la guerra civil contra los regentes del menor Juan V Paleólogo. | [ 39 ] [ 43 ] [ 44 ] |
| Esteban Creles                  | 1341-1342                   | Juan VI Cantacuceno                          | Un magnate y líder militar serbio, entretuvo estrechas relaciones con Bizancio y apoyó a Juan Cantacuceno en los primeros años de la guerra civil, recibiendo los títulos de gran doméstico y luego de «César». | [ 45 ] [ 46 ]        |
| Tarcaniota                      | Desconocido-1354 o 1355     | Juan VI Cantacuceno                          | De modo desconocido, fue asesinado el 2 de noviembre de 1355 (o 1354). Nació en Constantinopla. | [ 47 ]               |
| Alejo Metoquita                 | Alrededor de 1355-1369      | Juan VI Cantacuceno y Juan V Paleólogo       | Fue probablemente el hijo del megalogoteta Teodoro Metoquita. Es mencionado como gran doméstico en 1356 y nuevamente en la década de 1360, al parecer manteniendo el título junto a varias otras personas durante ese periodo, lo que ha llevado a sugerir que su título era honorífico, como Guillermo de Villehardouin, o que la división entre doméstico de Oriente y Occidente fue revivido por un tiempo. | [ 48 ] [ 49 ]        |
| Alejo Atuemes                   | Alrededor de 1357           | Juan V Paleólogo                             | Un tío del emperador, que es atestiguado como testigo en la renovación del tratado de paz con Venecia. | [ 45 ] [ 50 ]        |
| Demetrio Paleólogo              | Alrededor de 1357-1375      | Juan V Paleólogo                             | Un pariente del emperador Juan V, su posición exacta dentro de la familia de los Paleólogos es incierta. Es atestiguado como testigo en la renovación del tratado de paz con Venecia, y continuó siendo atestiguado como un gran doméstico en actos tan tardíos como 1375. | [ 51 ] [ 52 ]        |
| Andrónico Paleólogo Cantacuceno | Alrededor de 1437-1453      | Juan VIII Paleólogo                          | Mencionado por primera vez cuando fue enviado en misión diplomática a Serbia en 1437, Andrónico Paleólogo Cantacuceno era el hermano de la despotisa de Serbia, Irene Cantacucena, y ocupó el cargo hasta la caída de Constantinopla en 1453. Sobrevivió al saqueo de la ciudad, pero fue ejecutado por el sultán otomano Mehmed II unos días después, junto con Lucas Notaras y otros notables. | [ 7 ] [ 53 ] [ 54 ]  |

### Imperio de Trebisonda
| Nombre             | Mandato            | Nombrado por         | Notas | Refs   |
| ------------------ | ------------------ | -------------------- | --- | ------ |
| Tzampas            | Desconocido-1332   | Desconocido          | No se sabe nada de él, excepto que fue ejecutado en septiembre de 1332 por Basilio de Trebisonda, junto con su padre, el megaduque Leces Tzatzintzaios. | [ 55 ] |
| León Cabasita      | 1344-enero de 1351 | Miguel de Trebisonda | Protovestiario y gran doméstico del Imperio de Trebisonda. Arrestado después de una fallida rebelión contra el emperador Alejo III.                     | [ 56 ] |
| Gregorio Meizomata | 1345-1355          | Miguel de Trebisonda | | [ 57 ] |

### Imperio serbio
| Nombre           | Mandato                | Nombrado por          | Notas | Refs   |
| ---------------- | ---------------------- | --------------------- | --- | ------ |
| Jovan Oliver     | Antes de 1349          | Esteban Uroš IV Dušan | Un poderoso magnate serbio, ocupó una serie de títulos derivados de los bizantinos en la corte de Esteban Dušan del Imperio serbio, y finalmente llegando al rango de déspota. | [ 58 ] |
| Alejo Ducas Raúl | Alrededor de 1355-1366 | Esteban Uroš IV Dušan | Un magnate local de Nea Zichni, fue gran doméstico del Imperio serbio. | [ 59 ] |